# Max Schwarzer
Max Schwarzer (Breslavia, 5 aprile 1882 – Braunschweig, 30 marzo 1955) è stato un illustratore tedesco.
Frequentò le scuole commerciali a Breslavia e nel 1908 si trasferì a Monaco di Baviera. Nel 1914 assieme a  Franz Paul Glass, Friedrich Wilhelm Heubner, Carl Moos, Emil Preetorius, Valentin Zietara fondò il gruppo Die Sechs.
Ha composto disegni per la rivista satirica "Simplizissimus". Assieme a Hans Gött fece i mosaici Art Decó per il transatlantico Europa.